# Bareggtunnel
Der Bareggtunnel ist ein 1,1 Kilometer langer Tunnel unter dem Baregg, einem Hügel des Heitersberg-Höhenzugs im Kanton Aargau. Er liegt südlich von Baden zwischen Dättwil und Neuenhof und bildet einen Teil der A1, der meistfrequentierten Autobahn der Schweiz. Das Verkehrsaufkommen ist an dieser Stelle besonders hoch, da wenige Kilometer westlich die A1 aus Richtung Bern mit der A3 aus Richtung Basel zusammengeführt wird.
Rund 50 bis 80 Höhenmeter über und etwas nördlich des Tunnels befindet sich der Teufelskeller, ein prähistorisches Erdrutschgebiet mit markanten Felstürmen.

## Geschichte

Luftbild der Baustelle, Seite Dättwil (1969)

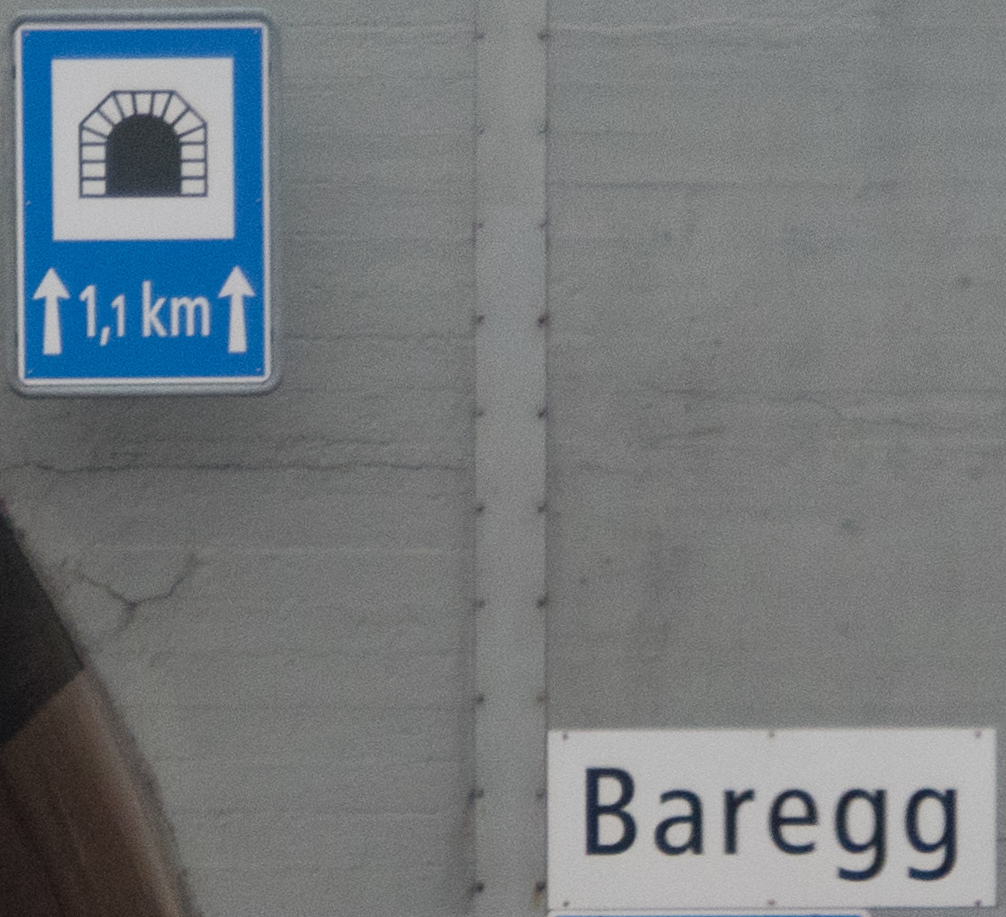
Schilder am Westportal, Mitte

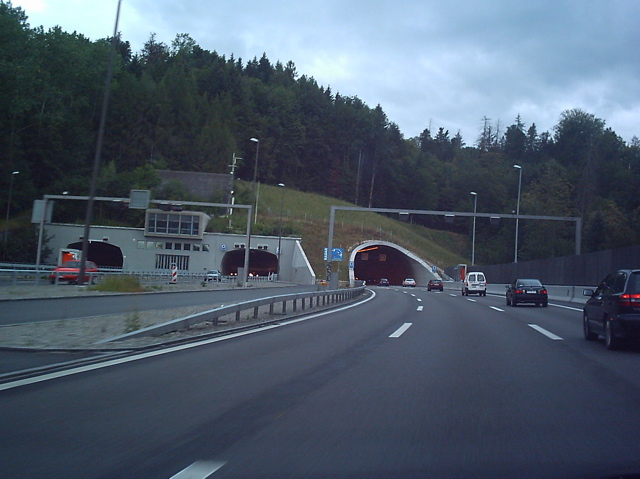
Ostportal, A1 westwärts (2004)

Im Oktober 1970 wurden zwei Tunnelröhren mit je zwei Fahrstreifen eröffnet. Diese erreichten in den 1990er Jahren ihre Kapazitätsgrenzen, da die stark befahrene sechsstreifige Autobahn sich im Bereich des Tunnels auf vier Streifen verengte und dadurch einen Flaschenhals bildete. An Werktagen bildeten sich regelmässig lange Staus Richtung Zürich (morgens) bzw. Richtung Bern/Basel (abends). Mit dem Bau einer dritten Tunnelröhre sollte der Verkehr wieder verflüssigt und die Umgebung von den immer häufigeren Ausweichfahrten entlastet werden.
Der Bau der dreistreifigen dritten Tunnelröhre begann im März 2000 und konnte im Juni 2003 abgeschlossen werden. In den folgenden Monaten wurden die beiden alten Röhren saniert, so dass im August 2004 die volle Kapazität von sieben Streifen erreicht war. Die drei neu erbauten Streifen im nördlichen Tunnel führen nun von Zürich Richtung Bern und Basel, die alten Tunnelröhren dienen dem ostwärts fliessenden Verkehr. Die Kosten für die Bauten zur Engpassbeseitigung am Baregg beliefen sich auf insgesamt 425 Millionen Franken, wovon auf die neue dritte Röhre 265 Millionen entfielen.
Nach dem Ausbau wuchs der Verkehr innerhalb von zwei Jahren um mehr als 10 % auf deutlich über 100'000 Fahrzeuge pro Tag an. Dadurch wurden die Strassen der Umgebung vom bisherigen Umgehungsverkehr weitgehend befreit, an einzelnen Tagen mit Verkehrsaufkommen über 130'000 Fahrzeugen sind jedoch heute bereits wieder die Grenzen der Kapazität erreicht.
Am 14. April 2004 kam es in der neuen Röhre zu einem schweren Verkehrsunfall mit LKW-Brand sowie einer Toten und fünf Verletzten. Durch das schnelle Eingreifen der Stützpunktfeuerwehren Baden und Wettingen, die den Tunnel bereits von einer grossen Alarmübung im Januar 2004 kannten, konnte Schlimmeres verhindert werden.